# Рубе (футбольный клуб)
«Рубе́» (фр. Racing Club de Roubaix) — бывший французский футбольный клуб из одноимённого города, департамента Нор. Клуб основан в 1895 году. В 1945 году путём слияния «Рубе» с другими двумя клубами «Эксельсиор» и «Туркуэн» был образован новый клуб «Рубе-Туркуэн». Наивысшее достижение клуба — финал Кубка Франции (1932, 1933 годы).

## История
«Рубе» был основан в 1895 году. До получения профессионального статуса команда очень успешно выступала на региональном уровне, выиграв в общей сложности 9 чемпионских титулов. В 1932 году «Рубе» дошёл до финала Кубка Франции, в котором проиграл футбольному клубу «Канн» со счётом 0:1.
В следующем сезоне «Рубе» вновь удалось дойти до финала Кубка Франции. В этот раз им противостоял другой клуб из Рубе — «Эксельсиор», который к этому времени уже имел профессиональный статус. Встреча прошла с полным преимуществом «Эксельсиора». Забив все свои 3 мяча в первом тайме, они позволили только раз отличиться «Рубе» в концовке второго тайма, завершив встречу со счётом 3:1 в свою пользу.
В 1934 году «Рубе» получил статус профессионального клуба и участвовал в Лиге 2, в которой по итогам сезона занял 6-е место. Спустя 2 года команде удалось пробиться в Лигу 1, в которой они играли вплоть до Второй мировой войны. В своём первом матче на высоком уровне команда одержала убедительную победу со счётом 4:1 над командой «Мюлуз».
В 1945 году было принято решение объединить все три городские команды в одну новую. Путём слияния «Рубе», «Эксельсиора» и «Туркуана» был образован новый футбольный клуб — «Рубе-Туркуэн», который просуществовал до 1970 года.
В 1963 году «Рубе-Туркуэн» из-за финансовых трудностей и вылета в третий полупрофессиональный дивизион решил отказаться от профессионального статуса. В этот момент «Рубе» решил получить независимый статус и отделиться. В 1964 году они объединились с клубом «Стад Рубе», образовав новый клуб под названием «Расинг Стад Рубе». Этот год можно назвать последним в истории клуба.

## Достижения
- Le Championnat de USFSA: 1902, 1903, 1904, 1906, 1908
- DH Nord champion: 1923, 1925, 1926, 1930
- Кубок Франции:
  - Финалист: 1932, 1933